# Kaple svatého Floriána (Dolany)
Barokní kaplička svatého Floriána se nalézá na návsi u křižovatky silnice vedoucí do Křičně v obci Dolany v okrese Pardubice. Kaplička tvoří spolu s kostelem svatého Vojtěcha významnou dominantu návsi.

## Historie
Barokní kaplička svatého Floriána v Dolanech byla postavena okolo roku 1850 a je tudíž jedním z nejstarších dochovaných objektů v Dolanech. Kaplička sloužila od roku 1915 po vybudování obecního kostela svatého Vojtěcha jako součást Křížových cest. Kaplička byla v opravována v letech 2006 a 2012. V roce 2014 byla znovu slavnostně vysvěcena generálním vikářem královéhradecké diecéze Josefem Sochou.

## Popis
Kaplička má čtvercový půdorys s nárožními lizénami a s věžičkou s cibulovitou bání pokrytou šindelovou krytinou. Ve věžičce je umístěn obecní zvonek.

## Galerie

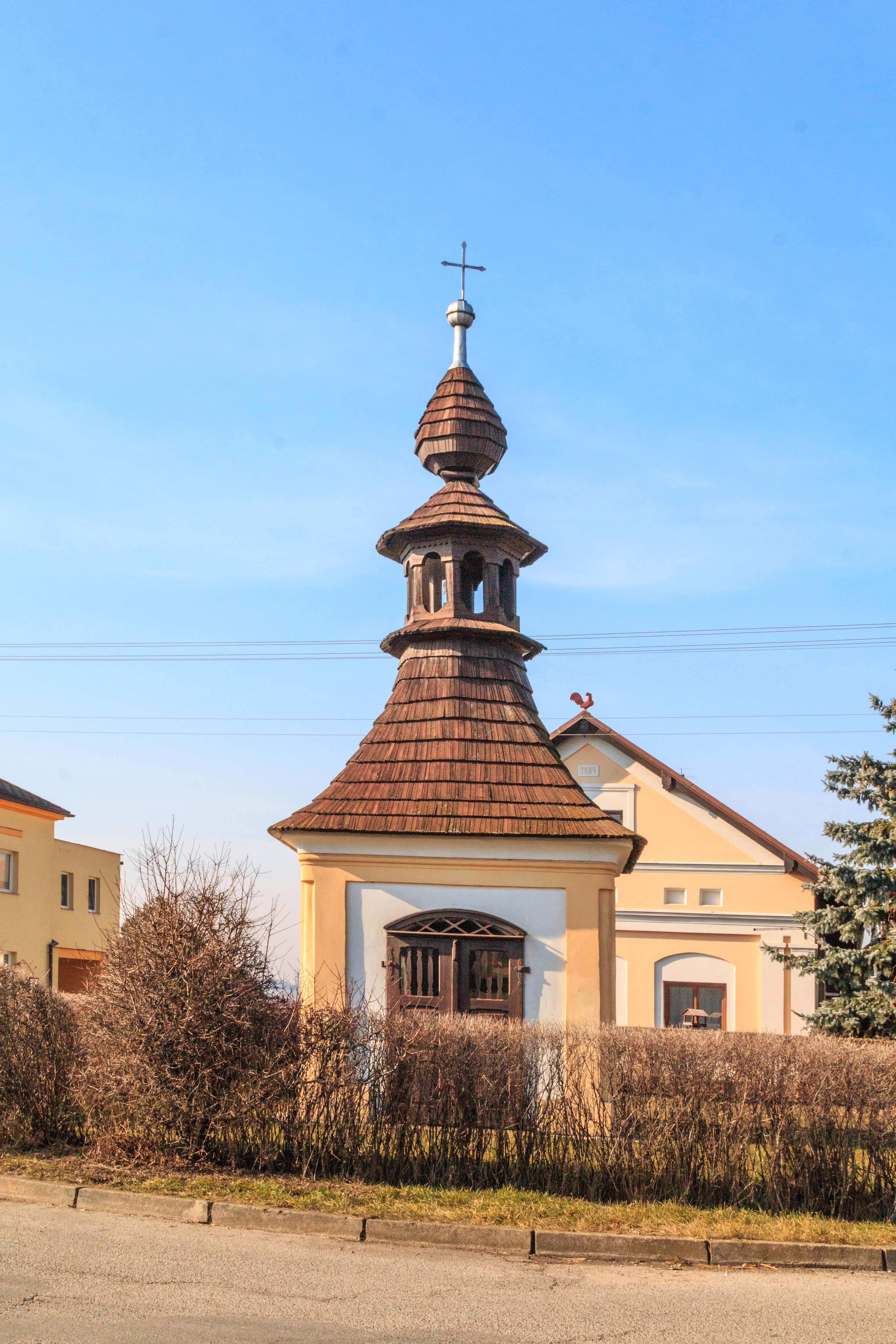
Kaple svatého Floriána v Dolanech
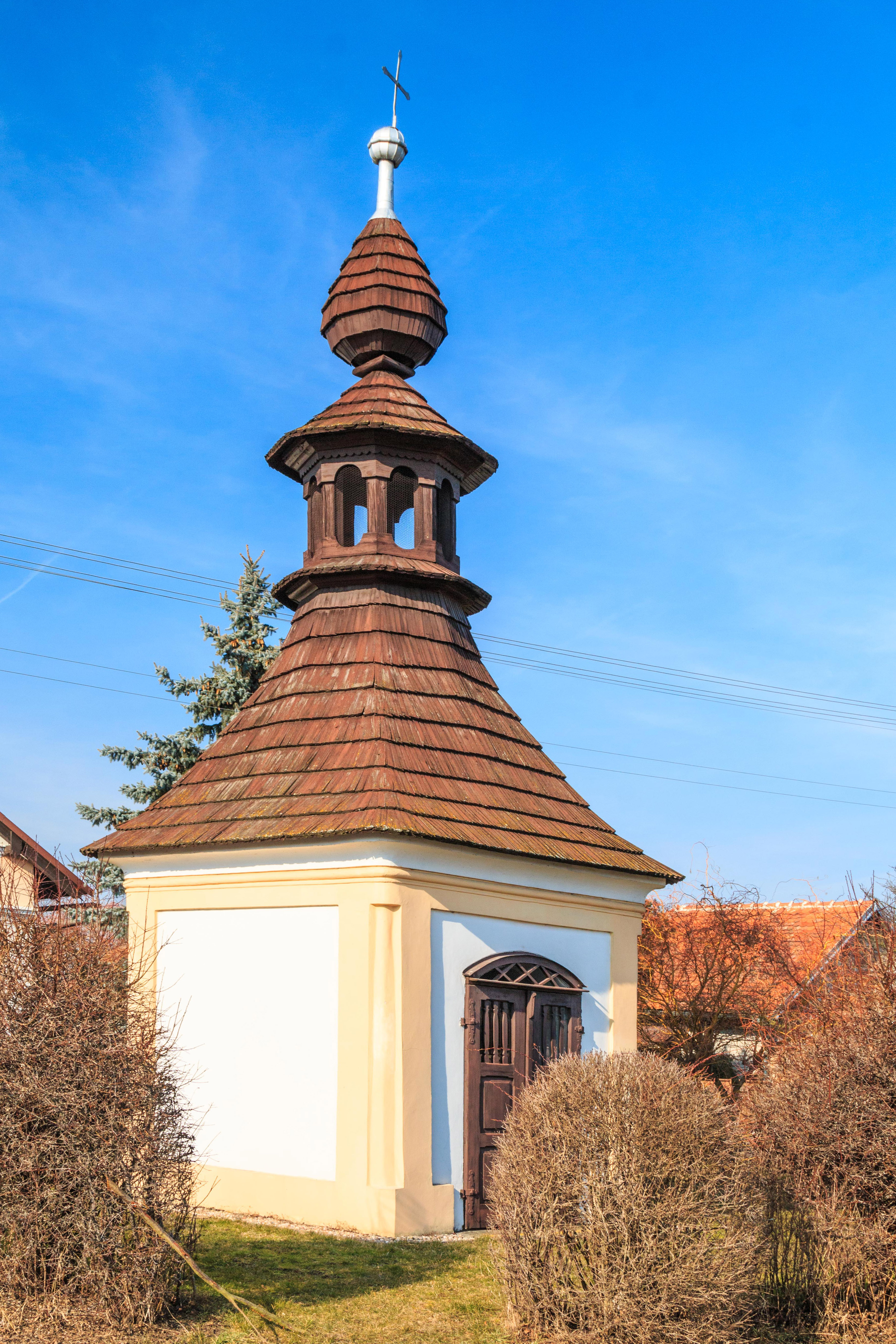
Kaple svatého Floriána v Dolanech